# Leoszilardita
La leoszilardita és un mineral de la classe dels carbonats. Rep el seu nom en honor del físic d'origen hongarès Leó Szilárd (1898–1964).

## Característiques
La leoszilardita és un carbonat hidratat de sodi, magnesi i uranil (UO2+
2) de fórmula química Na₆Mg(UO₂)₂(CO₃)₆·6H₂O. Va ser aprovada com a espècie vàlida per l'Associació Mineralògica Internacional l'any 2015. Cristal·litza en el sistema monoclínic. Es tracta d'un mineral amb un nou tipus d'estructura i una combinació d'elements única.

## Formació i jaciments
Va ser descoberta a la mina Markey, al Comtat de San Juan (Utah, Estats Units). Es tracta de l'únic indret on ha estat trobada aquesta espècie mineral.